# Tronchiennes
Tronchiennes (en néerlandais : Drongen, anciennement Dronghen) est une section de la ville belge de Gand, au bord de la Lys, en Région flamande dans la province de Flandre-Orientale. C'était une commune indépendante jusqu'en 1977.
Il s'y trouve une ancienne abbaye norbertine, aujourd'hui centre spirituel jésuite.

## Histoire

### L'abbaye de Tronchiennes

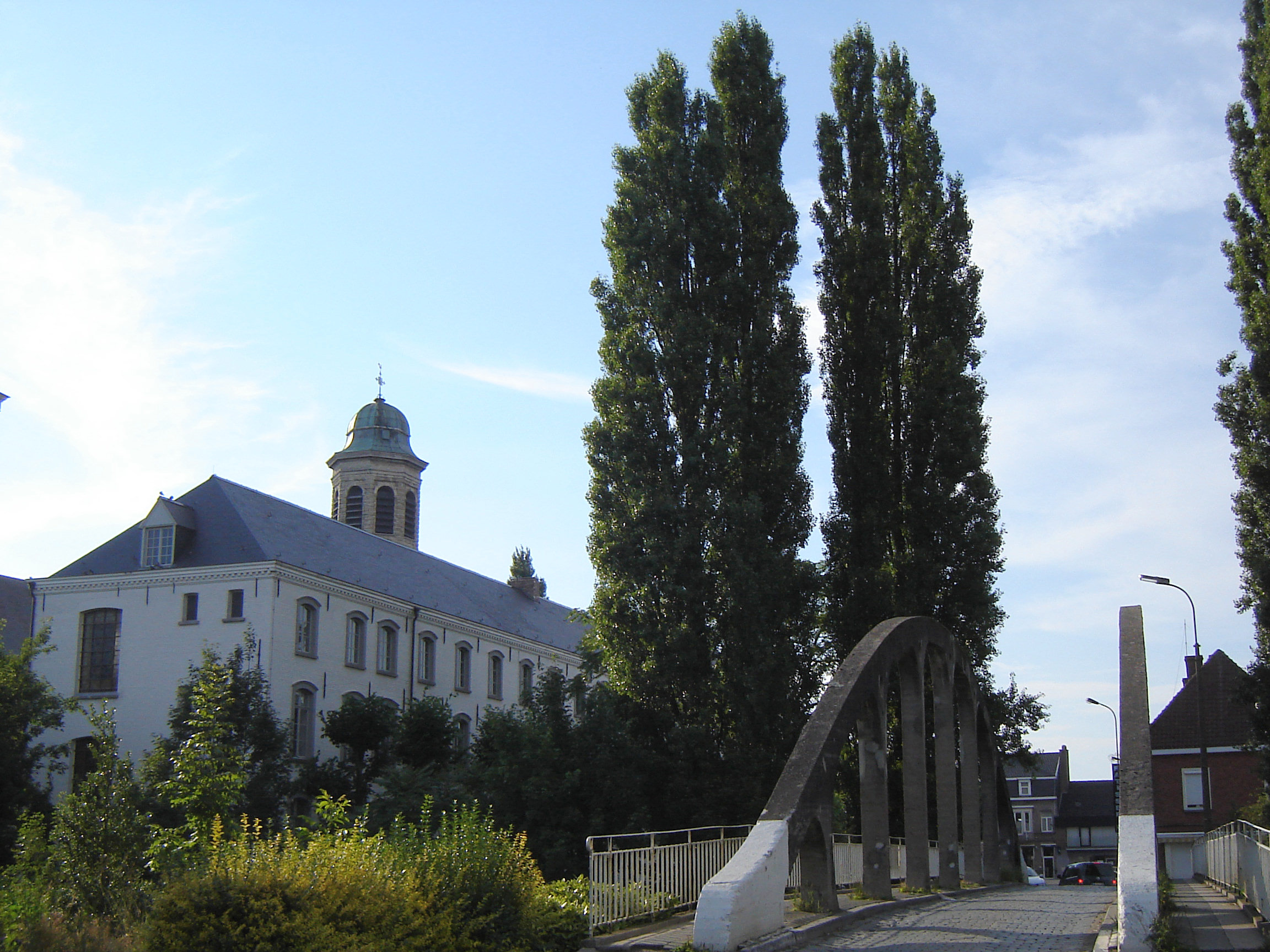
L'abbaye, à Tronchiennes.

L'abbaye et le monastère de Tronchiennes auraient été fondés au VIIe siècle par le moine Saint Amand (ou Amandus). Ces bâtiments furent détruits par les Normands en 853.
Ils furent reconstruits par les Comtes de Flandre. Victime des guerres de religion qui suivirent la Réforme protestante, ils furent de nouveau détruits en 1578 par les Calvinistes. L'abbaye fut une nouvelle fois reconstruite en 1638, puis le monastère fut progressivement restauré de 1638 à 1698.
À la suite d'un incendie en 1727, le clocher de l'église fut restauré en 1734, dans un style différent. En 1797, les Français occupèrent puis vendirent l'abbaye. En 1804, Liévin Bauwens utilisa le monastère comme filature. Le monastère et l'abbaye actuels, rachetés et aménagés par les Jésuites, datent de 1859.

## Personnalités liées à la ville
- Antoon Catrie (1924-1977), artiste peintre, vécut à Tronchiennes dans la rue qui porte aujourd'hui son nom. Il repose au cimetière de Tronchiennes.
- Kevin De Bruyne (né en 1991 à Tronchiennes), joueur de football belge évoluant actuellement au SSC Napoli.
- Saint Gérolf (nl) (né en 750), fils des Seigneurs de Tronchiennes, tué en 780 après avoir été confirmé par Saint Amand, à Gand. Sa tombe se trouve à Tronchiennes.